# Durham (New York)
Pour les articles homonymes, voir Durham.
Durham est une ville du comté de Greene, situé dans l'État de New York, aux États-Unis.